# La Vérité si je mens ! 3
Série La Vérité si je mens !
La Vérité si je mens ! 2
(2001) La Vérité si je mens ! Les débuts
(2019)
Pour plus de détails, voir Fiche technique et Distribution.
  La Vérité si je mens ! 3 est un film français réalisé par Thomas Gilou, tourné en 2011 et sorti en 2012.

## Synopsis
La bande d'amis du Sentier travaille dans la banlieue, désormais plus dynamique, d'Aubervilliers. Les hommes d'affaires juifs doivent partager le terrain avec des grossistes chinois. Mais un jour,  des contrefaçons sont retrouvées dans leur entrepôt. Eddie ne tarde pas à comprendre que c'est Simon Bijaoui, homme d'affaires sur le déclin, qui cherche à les nuire. Heureusement, il trouve une idée qui va permettre à sa bande de se refaire tout en piégeant Simon !
De son côté Patrick est soumis à un contrôle fiscal, mais tombe sous le charme de sa contrôleuse. Quant à Serge, il subit la pression de Chochana, qui veut des enfants. Mais celui-ci, encore dans la mauvaise passe financière, va trahir ses amis pour s'associer avec Bijaoui.

## Fiche technique
Sauf indication contraire, les informations mentionnées dans cette section peuvent être confirmées par la base de données cinématographiques IMDb,  présente dans la section « Liens externes ».
- Titre original et québécois : La Vérité si je mens ! 3[1]
- Titre international : Would I Lie to You 3?
- Réalisation : Thomas Gilou
- Scénario, adaptation et dialogues : Gérard Bitton et Michel Munz
- Musique : Hervé Rakotofiringa
- Direction artistique : Patrick Schmitt
- Décors : Jacques Rouxel
- Costumes : Catherine Bouchard
- Photographie : Robert Alazraki
- Son : Frédéric Ullmann, Emmanuel Augeard, Dominique Gaborieau, Matthieu Tibi
- Montage : Catherine Renault
- Production : Aïssa Djabri, Farid Lahouassa, Manuel Munz et Philip Lozano
  - Production exécutive : Denis Penot
- Sociétés de production[2] : La Vérité Production, Les Films Manuel Munz, Vertigo Productions et Télégraphe,
  - avec la participation de Canal+, CinéCinéma, France 2 Cinéma et M6 Films
  - avec le soutien de Natixis Coficiné et l'Institut pour le financement du cinéma et des industries culturelles (IFCIC)

- Sociétés de distribution :
  - France : Mars Distribution
  - Belgique : Les Films de l'Elysée

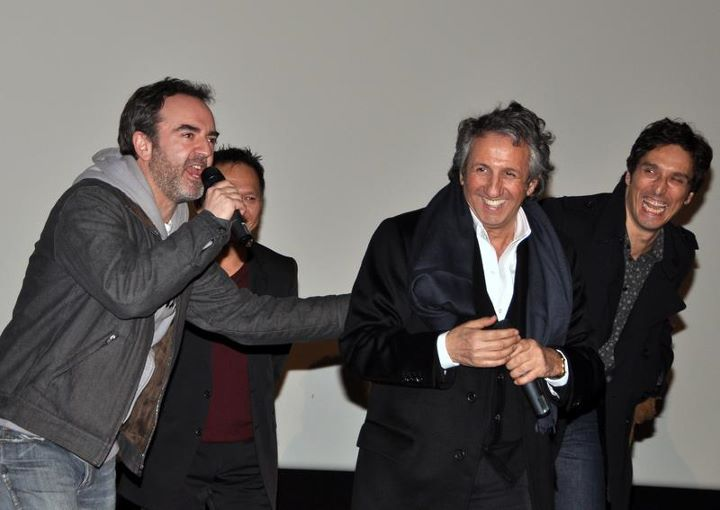
L'équipe du film à l'avant-première en janvier 2012. De gauche à droite : Bruno Solo, Jean-Claude Tran, Richard Anconina et Vincent Elbaz.

  - Québec : Filmoption International
- Budget : 25 496 629 €[3]
- Pays de production :  France
- Langues originales : français, mandarin, hébreu, anglais
- Format[4] : couleur - 35 mm - 1,85:1 (Panavision)
- Genre : comédie
- Durée : 112 minutes
- Date de sortie[1] :
  - France, Belgique, Suisse romande : 1er février 2012[5],[6]
  - Québec : 17 mai 2013[7]
- Classification[8] :
  - France : tous publics[9]
  - Belgique : tous publics (Alle Leeftijden)[5]
  - Suisse romande : interdit aux moins de 10 ans[10]
  - Québec : tous publics (G - General Rating)[7]

## Distribution
- Richard Anconina : Édouard « Eddie » Vuibert
- José Garcia : Serge Benamou
- Bruno Solo : Yvan Touati
- Gilbert Melki : Patrick Abitbol
- Vincent Elbaz : Dov Mimran
- Aure Atika : Karine Mimran
- Amira Casar : Sandra Vuibert
- Léa Drucker : Muriel Salomon
- Elisa Tovati : Chochana Boutboul
- Marc Andreoni : Simon Bijaoui
- Enrico Macias : Maurice Boutboul
- Cyril Hanouna : Hervé Cockpit
- Sarah Faure : Hannah
- Loubna Satori : Sarah
- Nicole Calfan : Suzie
- Gladys Cohen : Georgette Benamou
- Lucien Layani : Mordechaï Benamou
- Jean-Claude Tran : Xiong
- Jean-François Gallotte : Le chef des douanes
- Scali Delpeyrat : Gilbert Tomasini
- Daniel Cohen : Monsieur Fellouze
- Guy Amram : "René les yeux bleus"
- Max Boublil : Jonathan, le caméraman
- Dany Brillant : lui-même
- Michel Cymes : Dr Ohana, le médecin
- Jean-Marc Nigoghossian : M. Bellaïche
- Jeanne Bournaud : Jennifer
- Toni Hristoff : Zgur l'albanais
- Jean-Noël Martin : Lionel
- David Serero : David
- Isaac Sharry : le serveur
- Priscilla de Laforcade : Sonia
- Muriel Combeau : Marlène
- Laurent Casanova : Client
- Aglaé Marit : Rebecca
- Moon Dailly : Nu Cockpit
- Edward Mayor : Corentin
- Gaël Cottat : un des deux jeunes associés de Patrick Abitbol, qui l'aident à monter le site de revente

## Bande originale
Sauf indication contraire ou complémentaire, les informations mentionnées dans cette section proviennent du générique de fin de l'œuvre audiovisuelle présentée ici.
- Celebration par Kool and the Gang.

## Accueil

### Refus des projections de presse
Le 27 janvier 2012, la journaliste Florence Leroy dévoile sur France Inter, à quelques jours de la sortie du film, que certains journalistes se sont vu refuser l'entrée des projections de presse (destinées aux critiques) par le distributeur Mars Distribution. Ce dernier aurait filtré les médias afin d'éviter les critiques négatives sur le film par des journaux ou journalistes susceptibles de les écrire. C'est une information validée par plusieurs journalistes interrogés par Rue89 et par certains comptes rendus critiques : ainsi celui du Figaro, extrêmement négatif sur le film, est amendé d'une note expliquant pourquoi il paraît avec un jour de retard : le distributeur a refusé au critique du Figaro de venir assister à la projection de presse. La même information est donnée dans l'article de Rue89 dans lequel le journaliste du Nouvel Observateur Nicolas Schaller rapporte un entretien téléphonique ayant débouché sur une impasse pour voir le film.
Finalement, mis dos au mur par la presse, Mars Distribution a fini par reconnaître les faits à demi-mot, se défendant par « une liberté de choix qui consiste à ne pas organiser de projections pour toute la presse ».
L'affaire dévoile que d'autres sorties de films auraient été mises à mal par des pratiques de filtrage similaires, notamment Hollywoo et Un jour mon père viendra,.

### Accueil critique
Le troisième opus de La Vérité si je mens ! n'a pas été très bien reçu par la critique, puisque le site Allociné, recensant treize titres de presse, lui attribue une note moyenne de 2.7⁄5.

### Box-office
Sans toutefois atteindre le même score la première semaine que le deuxième volet (2 830 489 entrées), La Vérité si je mens ! 3 parvient à totaliser 1 944 022 entrées en première semaine à l'affiche et une première place au box-office français, position qu'il gardera les deux semaines suivantes avec un cumul de 3 746 287 entrées. Le nombre de spectateurs chute au fil des semaines, atteignant 4 600 556 entrées en sixième semaine. Il cumule au total 4 613 791 entrées, devenant le 3e plus grand succès de la saga (derrière La Vérité si je mens ! 2 qui a totalisé 7,8 millions de spectateurs et La Vérité si je mens ! qui a attiré 4,9 millions d'entrées) et le plus grand succès de Léa Drucker de sa carrière.
| Pays                         | Box-office        | Date de sortie         | Source |
| Box-office France            | 4 613 791 entrées | 01/02/2012             | [ 18 ] |
| Box-office Belgique          | 131 215 entrées   | 01/02/2012             | [ 18 ] |
| Box-office Suisse            | 36 590 entrées    | 01/02/2012             | ,      |
| Box-office Maroc             | 16 267 entrées    | 1er semestre 2012      | [ 20 ] |
| Box-office Québec            | 1 042 entrées     | 05/2013                | [ 21 ] |
| Box-office Israël            | ? entrées         | 11/10/2012             | [ 22 ] |
| Box-office Total Hors France | 185 114 entrées   | (au 27 septembre 2013) |        |
| Box-office Total Monde       | 4 798 905 entrées | (au 27 septembre 2013) |        |
| Box-office Total USD         | 40 928 635 $      | (au 25 mars 2012)      |        |

## Autour du film

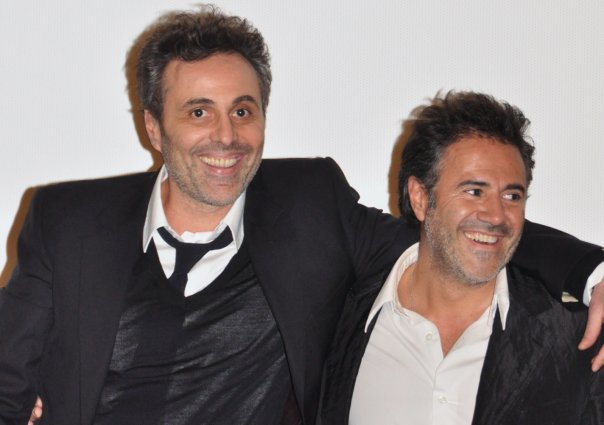
José Garcia avec Gilbert Melki en 2010

Le personnage de Dov était interprété par Vincent Elbaz dans le premier volet et par Gad Elmaleh dans le deuxième. Dans ce troisième épisode de la série, c'est Vincent Elbaz qui lui prête à nouveau ses traits.
L'acteur Marc Andréoni qui jouait le rôle de Willy Journo dans La Vérité si je mens ! 2 joue le rôle de Simon Bijaoui dans La vérité si je mens ! 3 (il n'apparaît pas dans le premier).
Isaac Sharry, lui, jouait le beau frère de Dov dans le premier volet, un client d'Eddy dans le deuxième et joue dans le troisième le serveur du restaurant dans lequel Dov et Serge se battent.
L'acteur qui jouait le rôle du bonneteau dans le premier film, et qui était devenu l'employeur de Serge Benamou coursier dans le deuxième, fait partie d'un des joueurs au poker auquel Serge participait dans le troisième.
Dans le 2e opus, on voit une des filles d'Eddy avec les cheveux blond foncé et des yeux de couleur claire alors que dans le 3, les deux filles sont brunes aux yeux foncés, tandis que son fils que l'on voit bébé dans le 2 à la synagogue lors du mariage de Serge et Chochana n'a que 5 ans dans le 3 alors qu'entre les deux volets plus de cinq ans ont passé et devrait logiquement être plus âgé.
Il y a deux références au film Les Aventures de Rabbi Jacob : le premier au début du film où Eddy dit au patron chinois qu'il n'est pas juif, ce à quoi le Chinois lui répond « C'est pas grave je t'achète quand même » et le deuxième lors de la scène du contrôle fiscal de Patrick Abitbol, où Gilbert Tomasini, le contrôleur des impôts dit à sa collègue Muriel Salomon : « Salomon, vous n'êtes pas juive ? ».
Il y a une référence au film Erreur de la banque en votre faveur, dans lequel Scali Delpeyrat joue le rôle de Gilbert Tomasini, banquier.

## Éditions en vidéo
- Date de sortie DVD/Blu-Ray : 1er juin 2012 (France)[réf. souhaitée]